# Triplettbildung
Bei der Triplettbildung handelt es sich um eine Paarbildung, also die Bildung eines Elektron-Positron-Paares aus einem Photon (Gammastrahlung), die im Feld eines Hüllenelektrons anstatt eines Atomkerns erfolgt.
Bei der Paarbildung wird Impuls vom Photon auf den Stoßpartner übertragen („Rückstoß“). Während sich dieser bei der Paarbildung im Feld eines Atomkerns auf diesen kaum auswirkt, wird das Hüllenelektron wegen seiner viel niedrigeren Masse selbst stark beschleunigt. Im Ergebnis sieht man drei Teilchen (zwei Elektronen und ein Positron), also ein Tripel (engl. triplet), die sich rasch auseinanderbewegen.
Als Konkurrenzprozess zur Paarbildung tritt die Triplettbildung erst bei Photonenenergien der Größenordnung 100 MeV merklich in Erscheinung.